# Richard (voornaam)
De voornaam Richard is afkomstig van een tweestammige Germaanse naam en is afgeleid van de woorden 'rikja' (machtig) en 'harda', dat 'sterk leger' betekent. De naam Richarius (Lat.) is verwant met de naam Richardus maar heeft enigszins een ander betekenis. Richard betekent machtig en koen. De naam heeft enkele vormen zoals Rijkier, Reiger, Ricar en in het Frans Riquier, en enkele vrouwelijke vormen zoals Racaria, Richega en Richez. 
In Normandië namen de vorsten de naam Richard aan en brachten de naam naar het Britse eiland. Zo werd de naam ook onder Engelse koningen populair en kennen we beroemde koningen zoals Richard van Wessex (gestorven 722) en Richard Leeuwenhart (1157-1199).

## Bekende Belgische personen met de naam Richard
- Richard Baseleer, schilder
- Richard Brancart, atleet
- Richard Declerck, gouverneur
- Richard Depoorter, wielrenner
- Richard Foqué, architect
- Richard Leutenez, schilder
- Richard Miller, minister
- Richard Minne, schrijver
- Richard Polaczek, schaker
- Richard Steegmans, dichter
- Richard Van Genechten, wielrenner

## Bekende Nederlandse personen met de naam Richard
- Richard Groenendaal, veldrijder
- Richard Groenendijk, cabaretier
- Richard Hallebeek, gitarist
- Richard Hol, componist en dirigent
- Richard Krajicek, tennisser
- Richard Roland Holst, beeldend kunstenaar
- Richard van Schooneveld, dj
- Richard Witschge, voetballer

## Internationale personen met de naam Richard

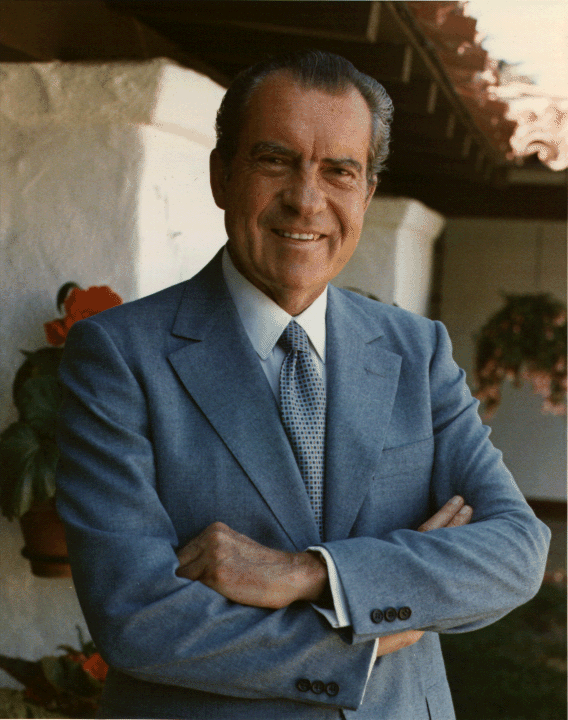
Richard Nixon

- Richard I van Engeland, koning van Engeland (1189-1199), ook wel Richard Leeuwenhart genoemd
- Richard II van Engeland, koning van Engeland (1377-1399)
- Richard III van Engeland, koning van Engeland (1483-1485)
- Richard Adams,  Brits schrijver
- Richard Addinsell, Brits componist
- Richard Arkwright, Brits uitvinder
- Richard Attenborough, Brits acteur en regisseur
- Richard Bachman, pseudoniem van Stephen King
- Richard Branson, Brits ondernemer
- Richard Buckminster Fuller, Amerikaans uitvinder, architect, filosoof, dichter en ontwerper
- Richard Burton, Brits acteur
- Richard Francis Burton, Brits ontdekkingsreiziger
- Richard E. Byrd, Amerikaans ontdekkingsreiziger
- Richard Chamberlain Amerikaans acteur
- Richard Chancellor, Engels ontdekkingsreiziger
- Richard Clarke, Amerikaans antiterrorismeadviseur
- Richard Codey, Amerikaans politicus
- Richard Cromwell, Lord Protector van Engeland, Schotland en Ierland (1658-1659)
- Richard Curtis, Brits scenarioschrijver
- Richard Dadd, Brits kunstschilder
- Richard Dedekind, Duits wiskundige
- Richard Doll, Brits epidemioloog
- Richard Dombi, Oostenrijks voetbaltrainer
- Richard Dreyfuss, Amerikaans filmacteur
- Richard Estes, Amerikaans kunstschilder
- Richard Fell, Brits hoge commissaris van Nieuw-Zeeland en Samoa en gouverneur van de Pitcairn eilanden
- Richard Feynman, Amerikaans natuurkundige
- Richard Gasquet, Frans tennisser
- Richard Gatling, Amerikaans uitvinder
- Richard Gere, Amerikaans filmacteur
- Richard Grant, Amerikaans sciencefictionschrijver
- Richard E. Grant, Brits filmacteur
- Richard Hamming, Amerikaans wiskundige
- Richard Harris, Iers filmacteur
- Richard Hill, Engels rugbyspeler
- Richard Holbrooke, Amerikaans diplomaat
- Richard Huelsenbeck, Duits stichter van Dadabeweging
- Richard Hunt, Amerikaans Muppet-poppenspeler
- Richard James, Brits dj, bekend als Aphex Twin
- Richard Kiel, een 2,18 m lange acteur, vooral bekend als 'Jaws' uit James Bondfilms
- Richard Kiprop, Keniaans atleet
- Richard Kuklinski, Amerikaans huurmoordenaar
- Richard Lásik, Slowaaks voetballer
- Richard Long, Engels beeldhouwer
- Richard Morales, Uruguayaans voetballer
- Richard Murray, Zuid-Afrikaans triatleet
- Richard Nixon, Amerikaans president
- Richard Owen, Brits bioloog
- Richard Price, Welsh filosoof
- Richárd Réti, Hongaars schaker
- Richard Rorty, Amerikaans filosoof
- Richard Sacher, Tsjechisch politicus
- Richard zu Sayn-Wittgenstein-Berleburg, Duitse prins
- Richard Scarry, Amerikaans kinderboekenschrijver
- Richard Scott, Amerikaans socioloog
- Richard Sheridan, Iers toneelschrijver en politicus
- Richard Speck, Amerikaans seriemoordenaar
- Richard M. Stallman, Amerikaans programmeur
- Richard Starkey, Engels drummer
- Richard Stone, Brits econoom
- Richard Strauss, Duits componist en dirigent
- Richard Swinburne, Engels godsdienstfilosoof
- Richard Trautmann, Duits judoka
- Richard Trevithick, Brits uitvinder
- Richard Trutz, Slowaaks voetbalscheidsrechter
- Richard Varga, Slowaaks triatleet
- Richard Virenque, Frans wielrenner
- Richard Wagner, Duits componist
- Richard von Weizsäcker, Duits president
- Richard Widmark, Amerikaans filmacteur
- Richard Woodville (1e graaf van Rivers), Engels edelman
- Richard Woodville (3e graaf van Rivers), Engels edelman
- Richard Wright, Engels voetballer

## Overzicht
- Zie ook het overzicht van alle artikelen die beginnen met Richard